# Agatha Christie : Meurtre au soleil
Agatha Christie : Meurtre au soleil (Agatha Christie: Evil Under the Sun en version originale) est un jeu vidéo d'aventure pointer-et-cliquer adapté d'un des célèbres romans policiers d'Agatha Christie : Les Vacances d'Hercule Poirot.
Le jeu a été développé par AWE Games et édité par The Adventure Company, et constitue le troisième opus de la série de jeux vidéo Agatha Christie du développeur.
Reprenant l'histoire originale, le jeu introduit de nouveaux éléments qui ne sont pas présents dans le livre : une fin différente du livre et l'ajout du capitaine Hastings, meilleur ami de Hercule Poirot.

## Accueil
- Adventure Gamers : 2,5/5[2]